# Squash nos Jogos Pan-Americanos de 2019 - Equipes femininas
A competição por equipes femininas do squash nos Jogos Pan-Americanos de 2019 ocorreu de 28 a 31 de julho, no CAR Voleibol em Lima. A equipe do Canadá defendia o título conquistado na edição anterior.
Os Estados Unidos garantiram o ouro após derrotar o Canadá na final. Colômbia e México repetiram a campanha de quatro anos antes e levaram o bronze.

## Calendário
Horário local (UTC-5).
| Data        | Horário | Fase                |
| ----------- | ------- | ------------------- |
| 28 de julho | 9:00    | Fase de grupos      |
| 29 de julho | 9:00    | Fase de grupos      |
| 29 de julho | 16:00   | Fase de grupos      |
| 30 de julho | 11:00   | Quartas de final    |
| 31 de julho | 9:00    | Disputa do 5º ao 8º |
| 31 de julho | 9:00    | Semifinal           |
| 31 de julho | 16:30   | Final               |

## Medalhistas
|  | USA Estados Unidos                           |  | CAN Canadá                                           |  | MEX México                                |  | COL Colômbia                                        |
|  | Olivia Blatchford Amanda Sobhy Sabrina Sobhy |  | Samantha Cornett Danielle Letourneau Hollie Naughton |  | Dina Anguiano Samantha Terán Diana García |  | Catalina Peláez Laura Tovar Pérez María Tovar Pérez |

## Resultados

### Fase de grupos
A fase de grupos foi utilizada como fase de qualificação. As oito equipes foram divididas em dois grupos de quatro. Todas as equipes se qualificaram às quartas-de-final. Abaixo estão os resultados:

#### Grupo A
| Nação              | J | V | D | SG | SP | PG  | PP  | Pontos |
| ------------------ | - | - | - | -- | -- | --- | --- | ------ |
| USA Estados Unidos | 3 | 3 | 0 | 27 | 0  | 298 | 87  | 6      |
| MEX México         | 3 | 2 | 1 | 18 | 13 | 270 | 220 | 4      |
| ARG Argentina      | 3 | 1 | 2 | 8  | 24 | 201 | 326 | 2      |
| CHI Chile          | 3 | 0 | 3 | 8  | 24 | 188 | 324 | 0      |

#### Grupo B
| Nação        | J | V | D | SG | SP | PG  | PP  | Pontos |
| ------------ | - | - | - | -- | -- | --- | --- | ------ |
| CAN Canadá   | 3 | 3 | 0 | 24 | 3  | 293 | 145 | 6      |
| COL Colômbia | 3 | 2 | 1 | 21 | 8  | 292 | 190 | 4      |
| GUY Guiana   | 3 | 1 | 2 | 11 | 18 | 209 | 264 | 2      |
| PER Peru     | 3 | 0 | 3 | 0  | 27 | 102 | 297 | 0      |

## Eliminatórias
Abaixo estão os resultados da fase eliminatória:
|  | Quartas-de-final   | Quartas-de-final   | Quartas-de-final |  |  | Semifinal          | Semifinal          | Semifinal  |   |                    | Disputa do ouro    | Disputa do ouro | Disputa do ouro |
|  |                    |                    |                  |  |  |                    |                    |            |   |                    |                    |                 |                 |
|  | USA Estados Unidos | USA Estados Unidos | 3                |  |  |                    |                    |            |   |                    |                    |                 |                 |
|  | PER Peru           | PER Peru           | 0                |  |  | USA Estados Unidos | USA Estados Unidos | 3          |   |                    |                    |                 |                 |
|  | GUY Guiana         | GUY Guiana         | 0                |  |  | MEX México         | MEX México         | 0          |   |                    |                    |                 |                 |
|  | MEX México         | MEX México         | 2                |  |  |                    |                    |            |   | USA Estados Unidos | USA Estados Unidos | 2               |                 |
|  | COL Colômbia       | COL Colômbia       | 2                |  |  |                    | CAN Canadá         | CAN Canadá | 0 |                    |                    |                 |                 |
|  | ARG Argentina      | ARG Argentina      | 0                |  |  | COL Colômbia       | COL Colômbia       | 0          |   |                    |                    |                 |                 |
|  | CHI Chile          | CHI Chile          | 0                |  |  | CAN Canadá         | CAN Canadá         | 3          |   |                    |                    |                 |                 |
|  | CAN Canadá         | CAN Canadá         | 3                |  |  |                    |                    |            |   |                    |                    |                 |                 |
|  |                    |                    |                  |  |  |                    |                    |            |   |                    |                    |                 |                 |
|  |                    |                    |                  |  |  |                    |                    |            |   |                    |                    |                 |                 |

### Disputa do 5º-8º lugar
Abaixo estão os resultados da disputa do 5º-8º lugar:
|  | 5º-8º lugar   | 5º-8º lugar   |   |          | 5º lugar   | 5º lugar |  |
|  |               |               |   |          |            |          |  |
|  |               |               |   |          |            |          |  |
|  | PER Peru      | 0             |   |          |            |          |  |
|  | GUY Guiana    | 3             |   |          |            |          |  |
|  |               |               |   |          |            |          |  |
|  |               |               |   |          |            |          |  |
|  |               |               |   |          | GUY Guiana | 0        |  |
|  |               | ARG Argentina | 2 |          |            |          |  |
|  |               |               |   |          |            |          |  |
|  |               |               |   |          |            |          |  |
|  |               |               |   |          | 7º lugar   |          |  |
|  |               |               |   |          |            |          |  |
|  | ARG Argentina | 2             |   | PER Peru | 1          |          |  |
|  | CHI Chile     | 1             |   |          | CHI Chile  | 2        |  |

## Classificação final
| Posição           | Nação              | Nome                                                 |
| ----------------- | ------------------ | ---------------------------------------------------- |
| Medalha de ouro   | USA Estados Unidos | Olivia Blatchford Amanda Sobhy Sabrina Sobhy         |
| Medalha de prata  | CAN Canadá         | Samantha Cornett Danielle Letourneau Hollie Naughton |
| Medalha de bronze | MEX México         | Dina Anguiano Samantha Terán Diana García            |
| Medalha de bronze | COL Colômbia       | Catalina Peláez Laura Tovar Pérez María Tovar Pérez  |
| 5                 | ARG Argentina      | Camila Grosso Pilar Etchechoury Maria Falcione       |
| 6                 | GUY Guiana         | Mary Fung-A-Fat Ashley Khalil Taylor Fernandes       |
| 7                 | CHI Chile          | Giselle Delgado Camila Gallegos Ana Pinto            |
| 8                 | PER Peru           | Maria Hermosa Ximena Rodriguez Alejandra Zavala      |

1. ↑  «Squash Competition Schedule». www.wrsd.lima2019.pe/. Lima Organizing Committee for the 2019 Pan and Parapan American Games (COPAL). Consultado em 25 de julho de 2019
2. ↑  «Pan Am Games : All Over in Lima as USA Claim Both Team Golds». www.thesquashsite.com/. SquashSite. 1 de agosto de 2019. Consultado em 13 de junho de 2020
3. ↑  «Groups - Women's Team». www.lima2019.pe. Lima Organizing Committee for the 2019 Pan American Games. Consultado em 13 de junho de 2020. Cópia arquivada em 13 de junho de 2020
4. ↑  «Results Brackets» (PDF). www.lima2019.pe. Lima Organizing Committee for the 2019 Pan American Games. Consultado em 13 de junho de 2020. Cópia arquivada (PDF) em 13 de junho de 2020